# El pintor John Lewis Brown con su esposa e hija
El pintor John Lewis Brown con su esposa e hija es un óleo sobre lienzo de 120 × 145 cm del pintor italiano Giovanni Boldini. Fechado en 1890, se conserva en el Museo Calouste Gulbenkian de Lisboa, Portugal.

## Historia
Este triple retrato llamó la atención del público y de la crítica durante el Salón de 1890, pocos meses antes de la muerte de John-Lewis Brown (1829-1890), representado en el centro, rodeado de su mujer y su hija. Brown era un pintor y grabador bordelés de una antigua familia escocesa, conocido por sus escenas de batalla y sus pinturas de perros y caballos. 

## Descripción
A primera vista, todo hace pensar que se trata de una escena exterior. Las caras felices, los abrigos, los sombreros están captados en movimiento y desfasados unos de otros, dando la impresión de haberse detenido en medio de un paseo. La composición descentrada, el efecto de espontaneidad fotográfica, siguen la moda pictórica de la época para captar la vida moderna. El personaje central, bromeando, parece llamar al pintor, como si se cruzara con él en plena calle. Sin embargo, la moldura a la izquierda indica que la escena realmente ocurre en el interior, probablemente en el taller de Boldini. Brown ríe y su esposa a la derecha también sonríe mirando al espectador, sosteniendo su manguito. La hija viene detrás de él y también sonríe, pero no mira directamente al espectador, a diferencia de sus padres.

## Análisis
El cuadro sorprende por su sobriedad cromática, en tonos marrones y negros, de los que destacan unos puntos luminosos que llaman la atención: los rostros, la cinta de la Legión de Honor en la solapa de la chaqueta de Brown y la mancha blanca bajo el brazo del pintor, probablemente un periódico arrugado. Realizado con unas cuantas pinceladas en zigzag, este pequeño elemento llama la atención por su presencia en el centro del lienzo.